# Amstel Gold Race 2007
L'Amstel Gold Race 2007, quarantaduesima edizione della corsa, valevole come ottava prova del calendario UCI ProTour 2007, si svolse il 22 aprile 2007 su un percorso di 252,2 km, da Maastricht alla collina del Cauberg, nel comune di Valkenburg aan de Geul. Fu vinta dal tedesco Stefan Schumacher, che terminò in 6h 11' 49" alla media di 40,697 km/h.
Al traguardo sul Cauberg furono 127 i ciclisti in totale che portarono a termine la gara.

## Squadre partecipanti
| N.      | Cod. | Squadra                          |
| ------- | ---- | -------------------------------- |
| 1-8     | CSC  | Team CSC                         |
| 11-18   | PRL  | Predictor-Lotto                  |
| 21-28   | QSI  | Quick Step-Innergetic            |
| 31-38   | GCE  | Caisse d'Epargne                 |
| 41-48   | EUS  | Euskaltel-Euskadi                |
| 51-58   | SDV  | Saunier Duval-Prodir             |
| 61-68   | A2R  | AG2R Prévoyance                  |
| 71-78   | BTL  | Bouygues Télécom                 |
| 81-88   | COF  | Cofidis, le Crédit par Téléphone |
| 91-98   | C.A  | Crédit Agricole                  |
| 101-108 | FDJ  | Française des Jeux               |
| 111-118 | GST  | Gerolsteiner                     |

| N.      | Cod. | Squadra                        |
| ------- | ---- | ------------------------------ |
| 121-128 | TMO  | T-Mobile Team                  |
| 131-138 | LAM  | Lampre-Fondital                |
| 141-148 | LIQ  | Liquigas                       |
| 151-158 | MRM  | Team Milram                    |
| 161-168 | RAB  | Rabobank                       |
| 171-178 | AST  | Astana Team                    |
| 181-188 | UNI  | Unibet.com                     |
| 191-198 | DSC  | Discovery Channel              |
| 201-208 | JAC  | Chocolade Jacques-Topsport Vl. |
| 211-218 | WIE  | Team Wiesenhof-Felt            |
| 221-228 | SKS  | Skil-Shimano                   |

## Ordine d'arrivo (Top 10)
| Pos. | Corridore          | Squadra       | Tempo    |
| ---- | ------------------ | ------------- | -------- |
| 1    | Stefan Schumacher  | Gerolsteiner  | 6h11'49" |
| 2    | Davide Rebellin    | Gerolsteiner  | a 21"    |
| 3    | Danilo Di Luca     | Liquigas      | a 22"    |
| 4    | Matthias Kessler   | Astana        | a 23"    |
| 5    | Michael Boogerd    | Rabobank      | a 24"    |
| 6    | Alejandro Valverde | C. d'Epargne  | a 27"    |
| 7    | Paolo Bettini      | Quick Step    | s.t.     |
| 8    | Óscar Freire       | Rabobank      | a 1'07"  |
| 9    | Riccardo Riccò     | Saunier Duval | s.t.     |
| 10   | Fränk Schleck      | Team CSC      | s.t.     |